# Martina Jesus
Martina Pires Marcelino de Jesus (28 de fevereiro de 1965) é uma professora, deputada e política portuguesa. Ela é deputada à Assembleia da República na XIV legislatura pelo Partido Socialista.